# Sue Price
Sue Price (* 29. März 1965 in Mount Prospect, Illinois) ist eine US-amerikanische Bodybuilderin und Schauspielerin.

## Leben
Sue Price machte zunächst vor allem als Bodybuilderin Karriere. In den vier Fortsetzungen des Kinofilms Nemesis verkörperte sie in der Titelrolle die Heldin Alex Sinclair. Nach einer längeren Filmpause kehrte sie ab 2017 für einige actionbetonte Low-Budget-Filme vor die Kamera zurück. Für ihre Mitwirkung in Nemesis 5: The New Model wurde sie 2018 mit dem Los Angeles Nollywood Film Award ausgezeichnet.
Price lebt mit ihrem Lebensgefährten und zwei Kindern in Kalifornien.

## Filmografie
- 1995: Nemesis 2 – Die Vergeltung (Nemesis 2: Nebula)
- 1996: Nemesis 3 – Die Entscheidung (Nemesis III: Prey Harder)
- 1997: Nemesis 4 – Engel des Todes (Nemesis 4: Death Angel)
- 2017: Nemesis 5: The New Model
- 2018: House of Pain
- 2019: RoboWoman

## Wettkampferfolge
- 1990: 5. Platz NPC National Women’s Championship (Leichtgewicht)
- 1991: 5. Platz NPC Nationals (Leichtgewicht)
- 1992: 5. Platz NPC Nationals (Leichtgewicht)
- 1993: 1. Platz NPC Nationals (Leichtgewicht und Gesamtwertung)
- 1994: 1. Platz IFBB Jan Tana Classic
- 1994: 6. Platz IFBB Ms. Olympia
- 1995: 4. Platz IFBB Ms. Olympia